# Hailuoto
Hailuoto (szw. Karlö) – fińska wyspa na Morzu Bałtyckim, a także gmina w regionie Ostrobotnia Północna. Jej powierzchnia (nie licząc morza) wynosi 200,53 km², z czego 1,7 km² stanowią śródlądowe wody. Zamieszkuje ją 948 osób (wrzesień 2023). Sąsiaduje z gminami Oulu, Lumijoki oraz Siikajoki.
Hailuoto leży na wodach Zatoki Botnickiej, naprzeciwko miasta Oulu. Prom samochodowy kursuje pomiędzy wyspą a Oulunsalo, zaś w zimie na zamarzniętych wodach zatoki funkcjonuje droga lodowa.
Powierzchnia wyspy stale rośnie, dzięki wznoszeniu lądu przez ruchy izostatyczne. Szacuje się, że po raz pierwszy wyłoniła się na powierzchni Bałtyku około 1700 lat temu, a jej obecny kształt powstał dzięki połączeniu wielu uprzednio istniejących mniejszych wysp. Dwie największe – Santonen i Hanhinen – połączyły się w jedno około 200 lat temu. Ostatecznie wyspa połączy się ze stałym lądem.